# Régime hypotoxique
Le régime hypotoxique, également appelé « régime Seignalet », « régime ancestral » ou « alimentation de type originel », est un régime alimentaire promu par le Dr Jean Seignalet (1936-2003), qui estimait qu'il avait une action préventive ou bénéfique dans un grand nombre de maladies. Il préconise un retour à une nutrition de type ancestral. Son régime repose sur une approche essentiellement qualitative de la diététique, il écarte des aliments qu'il considère potentiellement nocifs pour l'organisme humain : les aliments cuits à haute température et aussi, entre autres, le blé et les produits laitiers, et privilégie les aliments biologiques.
Ce régime est inspiré du régime paléolithique, de l'instinctothérapie et du régime Kousmine. Les mécanismes d’action proposés par l’auteur pour expliquer les pathogénies liées à certains aliments et l'efficacité de leur suppression n'ont pas été établis scientifiquement. En outre, les environnements idéaux pour ce genre d'études sont en voie de disparition à la surface de la Terre (forêts primaires). Son intérêt réel donne lieu à controverse.

## Origine
Jean Seignalet, orienté vers la nutrition par ses recherches en immunologie, émet des hypothèses sur les relations entre l'alimentation et l'apparition de diverses pathologies. L'ayant en premier lieu testé sur lui-même, il teste, dans sa pratique clinique, un modèle nutritionnel qu'il qualifie d'hypotoxique, pour étayer ses hypothèses. 
Après 230 publications en langues française et anglaise, dont 78 internationales pour ses travaux sur l'histocompatibilité et un premier livre sur « Le groupage HLA en rhumatologie » (éd. Masson, 1985), il publie un second livre destiné à ses pairs et au grand public, L'Alimentation ou la troisième médecine, qui expose les principes de cette méthode diététique, les mécanismes proposés pour expliquer comment certains aliments pourraient intervenir dans diverses pathologies et les résultats que Seignalet aurait observés sur ses patients par suite du changement nutritionnel. Ces résultats sont classés par pathologies, dont certaines, mal soignées par la médecine classique, seraient mises en rémission par le régime appliqué avec rigueur. L'ouvrage n'a pas la prétention de prouver scientifiquement ces théories, mais d'ouvrir de nouvelles voies de recherches qui permettraient peut-être de les valider et de proposer une nouvelle approche de la santé, axée sur la prévention et susceptible de compléter la médecine classique et la médecine non conventionnelle.

## Principes du régime alimentaire

### Suppression des produits laitiers
(juin 2022).
- Si vous ne connaissez pas le sujet, laissez ce bandeau (vous pouvez alors contacter les auteurs).
- Si vous supprimez le contenu mis en cause (vous pouvez préalablement contacter les auteurs),

argumentez précisément cette suppression dans la page de discussion
(un manque de référence n'est pas un argument ; une recherche réelle de référence doit avoir été effectuée, être formellement documentée).
Jugeant le lait animal inadapté à l'homme adulte, Seignalet préconise une alimentation sans aucun produit laitier (d'aucun animal) : lait pasteurisé, UHT, yaourts, fromages, beurre, ainsi que tous produits dans lesquels entrent les poudres de lait comme ingrédient. Le calcium des produits laitiers qui n'est pas très bien assimilé (et en excès "précipité sous forme de phosphate de calcium") est remplacé avantageusement par le calcium des poissons gras, oléagineux, légumineuses, fruits et légumes.

### Suppression du gluten et des céréales mutées
Seignalet considère que les enzymes et mucines de certains humains ne sont pas adaptées à la structure de certaines protéines du blé et du maïs, a fortiori lorsqu'elles sont transformées par la cuisson. Il insiste sur le fait que les céréales comme le blé et le maïs ont subi depuis un ou deux siècles d'immenses transformations où justement le taux de gluten a été augmenté. L'orge, le seigle et l'avoine ont eux subi moins de transformations et sont moins nocifs.
Il préconise l'élimination de toutes les céréales contenant du gluten, ainsi que tous les aliments dérivés : pain, pâtes alimentaires, pizza, gâteaux, biscuits, semoules. Sont autorisés par le régime le riz, et d'autres graines susceptibles de remplacer les céréales : le sarrasin, le sésame, la châtaigne et peut-être aussi le quinoa et le millet.
Il conseille toutefois les graines de céréales ancestrales (petit épeautre, mil) germées et consommées crues dans les salades.

### Éviter le sucre raffiné
Seignalet préconise d'éviter le sucre raffiné (omniprésent dans les préparations industrielles) et de lui préférer le sucre complet (ou sucre brut, tel que le rapadura) ou le miel.

### Utilisation d'huiles non raffinées et d'aliments biologiques
Suivant en cela les recherches de Catherine Kousmine, Seignalet pense que le mode de fabrication industrielle des huiles alimentaires et des margarines pose un problème car les techniques mises en œuvre pour augmenter les rendements d'extraction induisent des modifications nocives. Le chauffage à la vapeur d'eau entre 160 °C et 200 °C, surtout employé vers le milieu du XXe siècle, engendre des acides gras insaturés trans. Les procédés actuels : extraction à froid par des solvants, raffinages, décoloration, désodorisation, éventuellement hydrogénation sont susceptibles de dénaturer le produit et les solvants plus ou moins nocifs tels que l'hexane utilisés pour extraire à froid, ne sont pas complètement éliminés du produit final.
Il faut toutefois noter que les homologues supérieurs des deux acides gras essentiels (acide linoléique et acide alpha-linolénique), tels que ceux qui sont fabriqués par les animaux, court-circuitent le système d'équilibrage entre prostaglandines "de paix" (PG E2) et "de guerre" (PG E1) selon l'expression de Catherine Kousmine. Ce délicat équilibre ne peut être assuré qu'à partir des précurseurs végétaux. La forme oméga-3 (première double liaison entre le 3e et 4e atome de carbone en partant de la fin de la chaîne) est présente dans les huiles de noix, soja, colza, germe de blé et lin .  
Suivre le régime hypotoxique implique donc l'emploi exclusif d'huiles vierges (extraction mécanique, aucun traitement chimique, aucun raffinage, absence d'insecticides et de pesticides), consommées crues : huile d'olive vierge, huile de colza, huile de noix, huile de noisette… toutes issues d'une pression à froid. Sont proscrites les margarines et les huiles raffinées. 
Il conseille également la consommation régulière de poissons des mers froides pour leur apport en acides gras Oméga-3, en particulier : EPA et DHA ; les aliments issus de l'agriculture biologique pour leur qualité nutritionnelle et leur exemption de pesticides chimiques.

### Mode de préparation des aliments
Il est conseillé de ne pas cuire les aliments à une température supérieure à 110 °C. À cette température, la dénaturation des protéines, des glucides, des lipides et des nutriments est limitée. Au-delà, sous l'effet de l'agitation thermique, apparaissent des composés chimiques non présents à l'état naturel, qui ne sont pas nécessairement assimilables par l'organisme, du fait de leur structure spatiale ou de leur complexité (par exemple les molécules de Maillard).
Il faut donc : 
- privilégier le cru,
- cuire avec modération : ébullition, au bain-marie, en marmite norvégienne, à l’étouffée, à la vapeur douce.
- supprimer la cuisson au four à micro-ondes (celui-ci chauffe les aliments en induisant une agitation thermique qui est localement extrême), ainsi que la friture et la grillade.

L'absence de cuisson préserve les vitamines, les oméga-3 et la plupart des molécules antioxydantes.

## Controverses
Selon le Professeur J. Frexinos, connu en particulier pour son livre Le petit dictionnaire de l'humour médical, le grand nombre de pathologies censées répondre à son régime ne plaida pas en sa faveur.
Des données sur des chasseurs-cueilleurs modernes, qui suivent un régime traditionnel, indiquent qu'ils souffrent peu de certaines maladies modernes (obésité, diabète de type 2, etc.), indépendamment de l'origine principale de leur alimentation (viande animale, plantes sauvages ou domestiques).
L'affirmation de la toxicité des céréales contenant du gluten se heurte au constat simple que dans la plupart des régions du monde, les populations ont connu une croissance soutenue depuis le néolithique avec une alimentation principalement basée sur ces céréales.
Le Conseil national de l'Ordre des médecins émet une mise en garde sur ce point : efficacité thérapeutique non reconnue par la communauté scientifique, risque de retard de la mise en place de thérapeutiques curatives pouvant mettre ainsi en jeu la vie des malades. Le Dr Seignalet avait préfacé un ouvrage sur la nutrition de Guy-Claude Burger et l'avait soutenu lors de son procès. Il s'en est toutefois éloigné par la suite, précisant dans son ouvrage que le régime préconisé par ce dernier était extrême dans son application au quotidien et amenait généralement, à terme, à s'exclure de la société.
Le régime n'a pas le support d'études scientifiques rigoureuses.